# Feiertagschristus

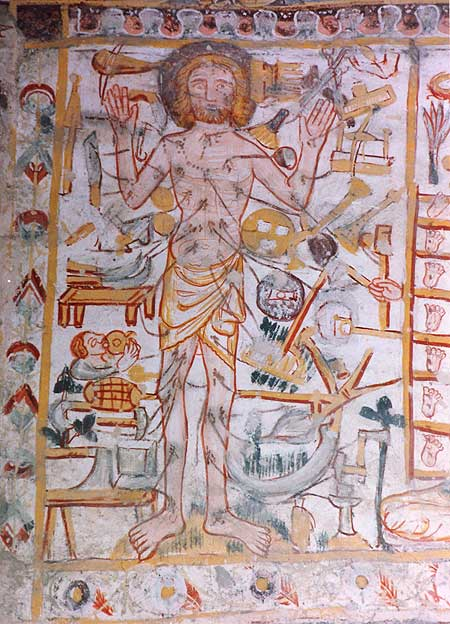
Feiertagschristus in der Kirche Sogn Gieri in Rhäzüns (etwa 1370)

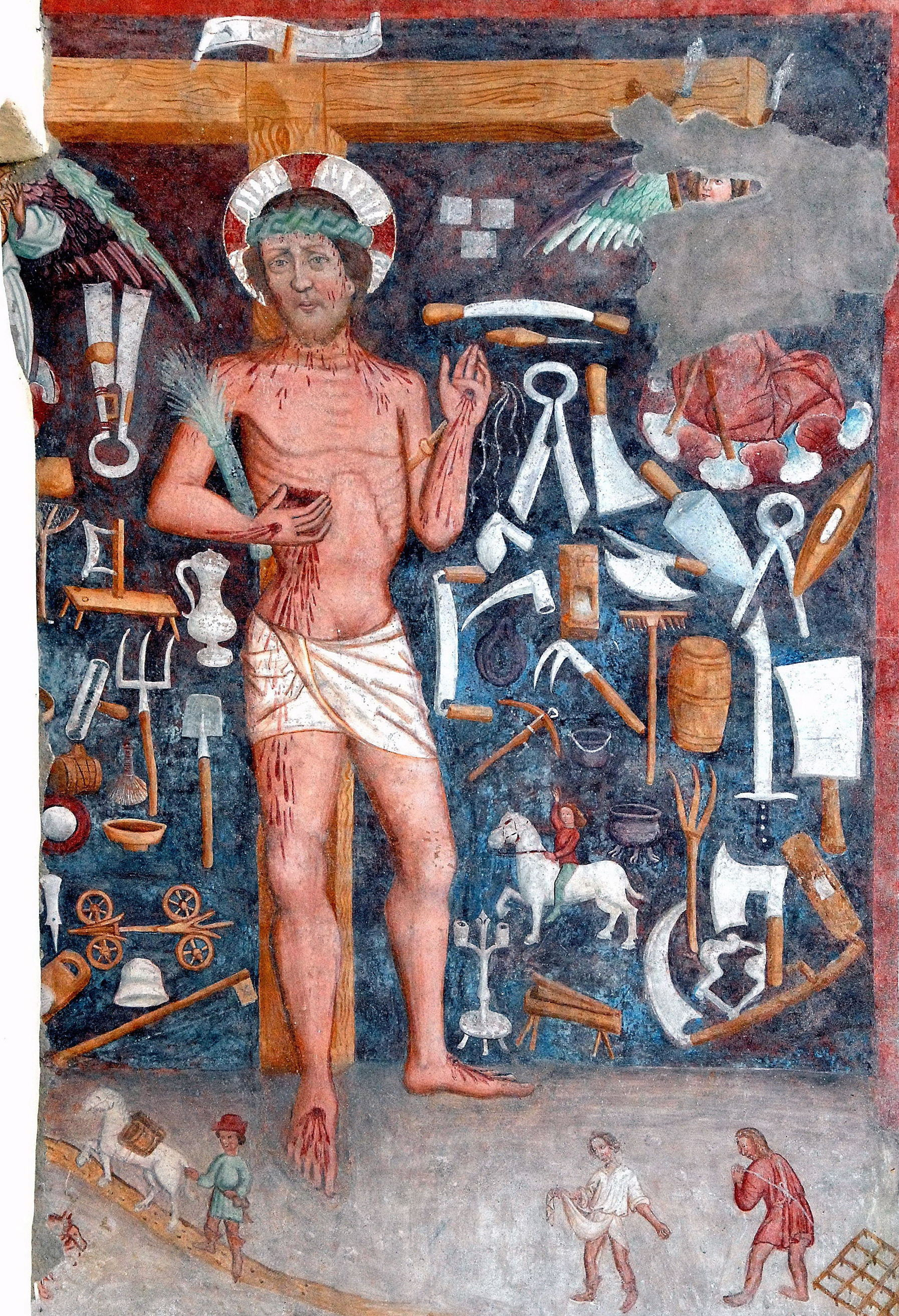
St.-Kanzian-Kirche Saak (Marktgemeinde Nötsch im Gailtal, Kärnten)

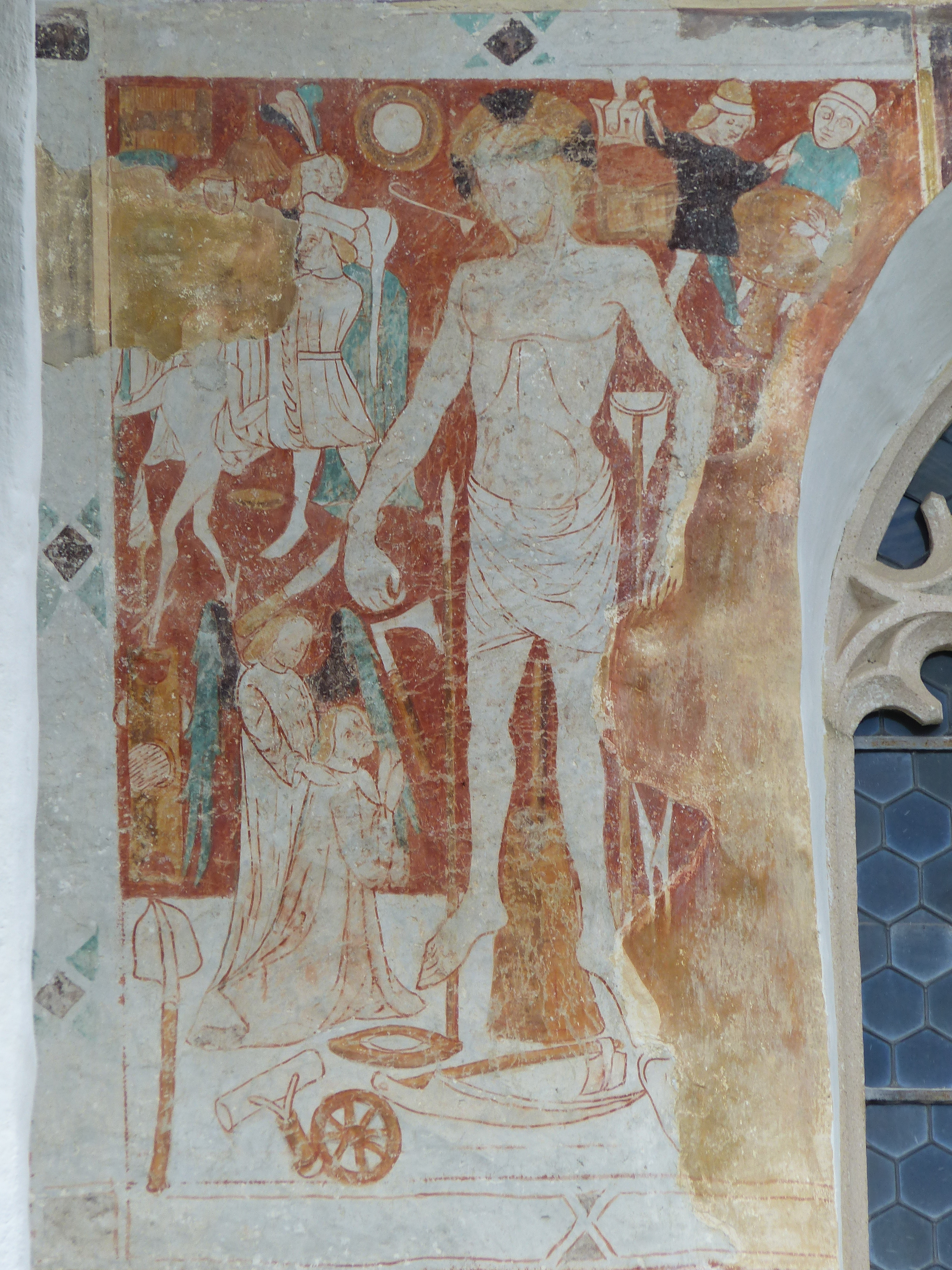
Außenfassade der Reformierten Kirche Waltensburg

Der Feiertagschristus (im Italienischen: Christo della Domenica ‚Sonntagschristus‘) ist eine Bilddarstellung Jesu Christi, die im Spätmittelalter in Kirchen als Mahnbild verwendet wurde, um die Gläubigen in allegorischer Form daran zu erinnern, den Sonntag und die kirchlichen Feiertage zu heiligen.

## Beschreibung
Auf den Darstellungen wurde Jesus Christus mit einer größeren Anzahl von Gegenständen, meist Werkzeugen, als Attributen der täglichen Arbeit abgebildet, deren Gebrauch am Sonntag und an Feiertagen, so die Aussage der Darstellungen, Christus ebenso peinigen würde wie die Dornenkrone und Geißelschläge. In Einzelfällen sind auch andere Gegenstände abgebildet, deren Gebrauch am Feiertag als verwerflich angesehen wurde, wie etwa ein Spielbrett in der Reformierten Kirche Waltensburg oder auch Musikinstrumente.
Bildliche Darstellungen des Feiertagschristus entstammen der Periode zwischen der Mitte des 14. und der Mitte des 16. Jahrhunderts; sie erscheinen beinahe ausschließlich als Fresken. Geografisch findet man solche Bilder in den Alpenregionen Deutschlands, Österreichs, der Schweiz, Sloweniens, Frankreichs und Norditaliens sowie in Südengland und Wales, vereinzelt auch andernorts in Böhmen und an der Ostseeküste. Der Christus, der oft zentral zwischen, aber auch neben den Werkzeugen stehend dargestellt wird, ist ein Schmerzensmann, das heißt, er wird lebend, häufig nackt mit Lendenschurz, mit den Kreuzigungswunden und der Seitenwunde dargestellt. Wenn er zuweilen auch mit den Leidenswerkzeugen wie Hammer und Nägel zu sehen ist ähnlich wie bei einem Arma-Christi-Kreuz, sind diese als Arbeitsgeräte und nicht als Leidenswerkzeuge zu verstehen.
Beispiele für Kirchen mit Darstellungen eines Feiertagschristus sind Kirche Sogn Gieri (Rhäzüns), die Pfarrkirche Mauthen, Peter-und-Paul-Kirche (Oberwöllan), St. Peter Mistail (Alvaschein), Pfarrkirche St. Stefan bei Niedertrixen, Mariä Himmelfahrt (Eriskirch), St. Lorenzen im Mürztal sowie St. Jodok (Ravensburg).